# Mautner Zsófia
Mautner Zsófia (Budapest, 1974. szeptember 2. – ) magyar gasztroblogger, szakíró, műsorvezető. Blogja a Chili & Vanília.

## Családja
Mautner Zsófia szülei külkereskedelemmel foglalkoztak. Pesti és alföldi felmenőkkel rendelkezik.

## Élete
Mautner Zsófia hat nyelven beszél.[forrás?] A Külkereskedelmi Főiskola nemzetközi kommunikáció szakán végzett német és orosz nyelven.2003–2008 között Brüsszelben diplomata (esélyegyenlőség és kultúra területen).
2009-ben szakácskönyve jelent meg 75 recepttel a Kulinária Kiadó kiadásában, Chili & Vanília címen. 2011-ben Gyere velem főzni! – Slambuctól bambuszig jelent meg a második szakácskönyve. 2013-ban jelent meg a harmadik szakácskönyve nyomtatásban Főzőiskola – Alapfok címen.
2012. október 14-én a Frankfurti Nemzetközi Könyvvásáron főzőshow-t tartott.
2013-tól Mautner Zsófia vezeti az RTL Klub Reggeli című műsorát.
Blogja, a Chili & Vanília Magyarország egyik legismertebb gasztroblogja.

## Könyvei
- Chili & vanília. Szakácskönyv; Kulinária, Bp., 2009
- Segal Viktor: Színek és ízek; szöveg Mautner Zsófia; Boook, Bp., 2010
- Gyere velem főzni! Slambuctól bambuszig; Kulinária, Bp., 2011
- Így főzünk mi. Messziről jött budapestiek; Menedék – Migránsokat Segítő Egyesület, Bp., 2012
- Főzőiskola. Alapfok; Libri, Bp., 2013 + DVD
- Tejbegríz. Finom irodalom gyerekeknek és felnőtteknek; szerk. Lovász Andrea, receptek Mautner Zsófia; Cerkabella, Szentendre, 2013
- Főzőiskola. Középfok; Libri, Bp., 2014 + DVD
- Főzőiskola. Felsőfok; fényképezte Nagy Balázs; Libri, Bp., 2014 + DVD
- Budapest bites; angolra ford. Richard Robinson; Libri, Bp., 2015
- Karácsonyi színező. 15 ünnepi recepttel. Fűszerek, ételek; 21. Század, Bp., 2016
- Gasztrocsajok. Kulináris kalandok Amszterdamtól Varsóig; Libri, Bp., 2016
- Asztal, társaság. Mesterséfek mesteri receptjei; főszerk. Mautner Zsófia; Magyar Hospice Alapítvány, Bp., 2017
- Ízek nyomában. 104 inspiráló recept Lidl-alapanyagokkal, Mautner Zsófi és Széll Tamás konyhájából; Lidl Magyarország Kereskedelmi Bt., Bp., 2017
- Hazai ízutazás. Mautner Zsófi és Széll Tamás magyaros ételei, kiváló minőségű Lidl-alapanyagokból; Lidl Magyarország Kereskedelmi Bt., Bp., 2017
- A főzés mindenkié. Mautner Zsófi és Széll Tamás változatos receptjei, gondosan válogatott Lidl-hozzávalókból; Lidl Magyarország Kereskedelmi Bt., Bp., 2017
- Egy év a konyhámban. Ezernyi öröm, száz életre szóló recept; 21. Század, Bp., 2018
- Főzőiskola. Alapreceptek A-tól Z-ig; Bookline, Bp., 2019